# Gilbert de Magminot
Gilbert de Magminot, también Gilbert Maminot (Latín medieval: Gislebertus Maminotus, c. 1037-1101) otras fuentes le citan como William de Magminot, fue un noble anglonormando, barón de Deptford y obispo de Lisieux desde 1077 hasta 1101, año de su muerte. Era hijo de Robert de Courbépine, un caballero de Courbépine; según Orderico Vital, miembro de una importante familia normanda de rango medio. Fue médico y capellán personal de Guillermo II de Normandía. Orderico Vital afirmó que era un hombre erudito en medicina. Se convirtió en obispo de Lisieux en 1077. A petición de Serlon d'Orgères, abad de Saint-Évroult, nombró subdiácono a Orderic Vital. Llevó la vida de un gran señor feudal, apasionado por la caza. Se dedicó más a la ciencia que a la teología y la predicación. Sus enseñanza de astronomía y matemáticas transformó a Lisieux en un centro intelectual.

## Papel de Gilbert en la conquista de Inglaterra
Identificado como Gilberto, archidiácono de Lisieux, fue enviado a Roma en 1066 por Guillermo el Conquistador para convencer al Papa de los legítimos derechos del duque y obtuvo su bendición para la conquista normanda de Inglaterra. Al parecer, Gilbert tuvo tanto éxito que el Papa le entregó un estandarte para que lo llevara en la Conquista. 
También era vasallo de Odón de Bayeux y Gilbert fue su feudatario en Inglaterra, poseía tres propiedades en Kent y dos en Buckinghamshire, al igual que Roger de Beaumont. Como recompensa por sus servicios, Guillermo le concedió 32 arrendamientos en Yorkshire, Dorset, Oxfordshire, Wiltshire y Gloucestershire. Tras la caída de Odón de Bayeux, Guillermo le arrebató el señorío de Cowdham, entre las que se encontraban 24 propiedades que formaron el señorío de Maminot y fueron entregadas a Gilbert.

## Los ocho caballeros de Dover
Guillermo el Conquistador le concedió el señorío de Deptford (West Greenwich), convirtiéndolo en uno de los ocho barones custodios de John de Fiennes para la defensa del Castillo de Dover.Estos ocho barones debían proporcionar 112 soldados, 24 de los cuales eran caballeros de Gilbert, que debían prestar servicio durante 32 semanas por 24 honores de caballero. Fue responsable de la construcción de la Torre de Magminot. Posteriormente, fue nombrado Mariscal del Castillo de Dover.

## Herencia
Gilbert Maminot tuvo un hijo natural:
- Hugo de Maminot (c. 1043-1129). Casado con Emma de Peverell (c. 1070-1130), una hija de Pagan Peverel. El hijo de ambos fue Walkelin Maminot, señor de West Greenwich (c. 1111-1182), quien defendió el castillo de Dover contra la emperatriz Matilde.[1]